# ساحة الكندي

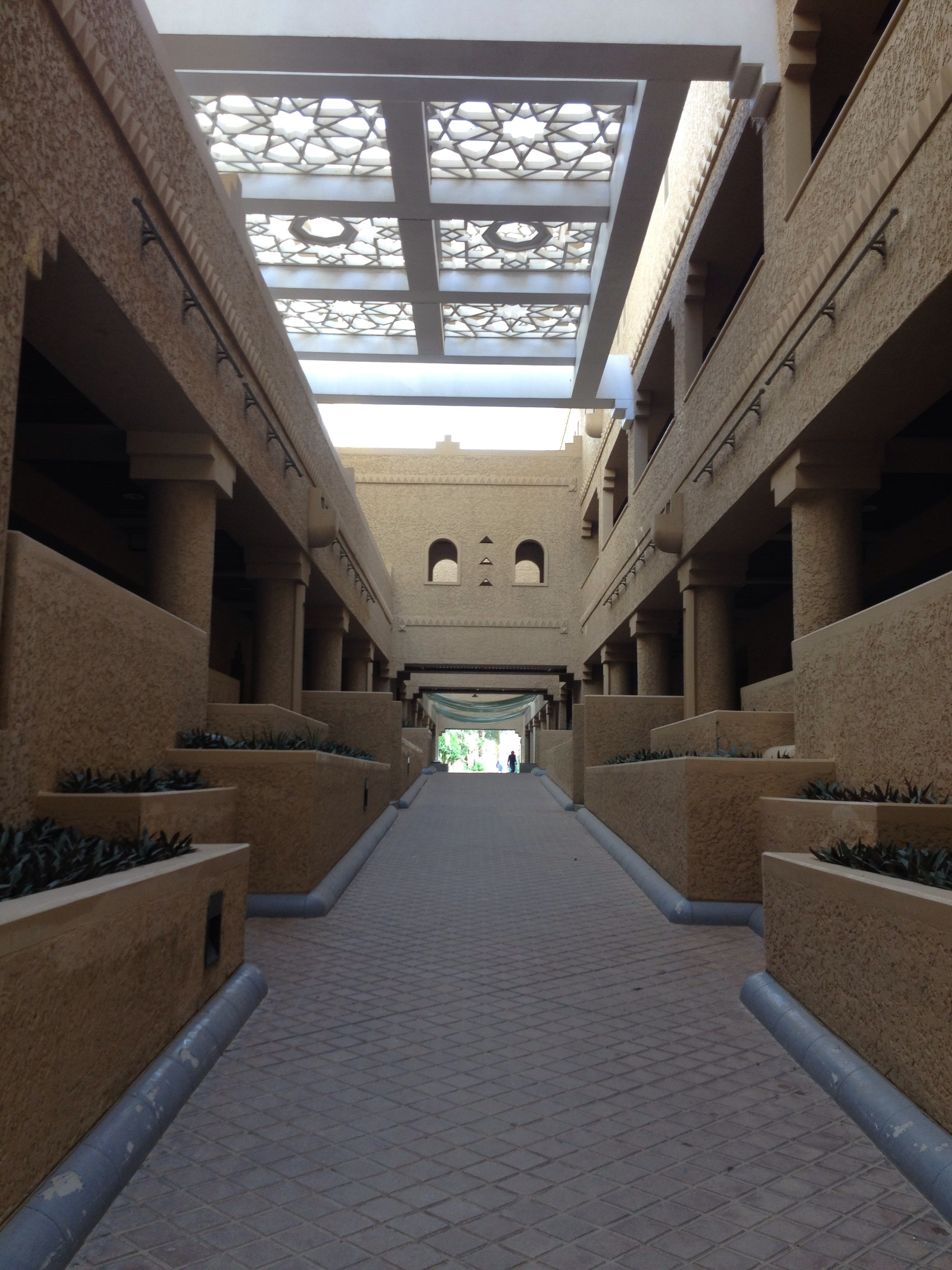
أزقة ساحة الكندي

ساحة الكندي أحد ساحات مدينة الرياض، تعد الساحة أكبر ساحات حي السفارات الذي يقع في غرب مدينة الرياض عاصمة المملكة العربية السعودية .

## وصف الساحة
تبلغ مساحة ساحة الكندي 6,080 متر مربع، وتشكل كبرى الساحات العامة الموصولة بممرات المشاة التي تتخلل المنطقة المركزية بحي السفارات، وتضم الساحة نافورتين ومساحات منسقة ومشجرة وأماكن للجلوس تظلها الأشجار، وتطل على الساحة مباني الهيئة العليا لتطوير مدينة الرياض وجامع حي السفارات والمكتبة وأروقة للمشاة تحتوي على سلسلة من المحلات التجارية، ويمكن الوصول إلى الساحة عبر بوابتين تطلين على الطريقين الرئيسيين ومن خلال مصاعد وسلالم من مواقف السيارات الموجودة أسفل الساحة.

## وصلات خارجية
- البوم صور ساحة الكندي
- موقع ساحة الكندي على الخريطة